# Озеро-Сосновка
Озеро-Сосновка (рос. Озеро-Сосновка) — присілок у Троїцькому районі Челябінської області Російської Федерації.
Входить до складу муніципального утворення Білозерське сільське поселення. Населення становить 48 осіб (2010). Населений пункт розташований на землях українського культурного та етнічного краю Сірий Клин.

## Історія
Від 20 лютого 1924 року належить до Троїцького району Челябінської області.
Згідно із законом від 28 жовтня 2004 року органом місцевого самоврядування є Білозерське сільське поселення.

## Населення
| 2002 | 2010 |
| ---- | ---- |
| 67   | ↘48  |